# Ali ibn Yusuf
ʿAlī ibn Yūsuf (in arabo علي بن يوسف‎?; Ceuta, 1084 circa – 26 gennaio 1143) fu sultano dell'impero degli Almoravidi (comprendente Marocco e Spagna islamica).

## Origine
Figlio di Yūsuf ibn Tāshfīn, della dinastia berbera degli Almoravidi.

## Biografia
Nel 1106 succedette a suo padre, su tutti i territori dell'impero, che comprendeva il Maghreb al-Aqsa (Marocco) e al-Andalus (Spagna islamica).
Nel 1108 ottenne un'importante vittoria sui Castigliani nella battaglia di Uclés, nella regione di Cuenca, dove Sancho, il figlio del re di Castiglia Alfonso VI, e molti nobili castigliani morirono; ma la vittoria contro i cristiani non fu sfruttata perché ʿAlī b. Yūsuf, come suo padre, proseguì la conquista dei Regni di Taifa che portò a termine nel 1111. 
Intanto nel Maghreb e più precisamente per merito delle tribù provenienti dalla zona montana dell'Atlante prendeva corpo una nuova rivoluzione che, ispirata ad una nuova riforma religiosa, stava conquistando territori e stava formando un potente stato; i rivoluzionari assunsero il nome di Almohadi (gli Unitari) e, nel 1125, sconfissero l'esercito inviato dagli Almoravidi.
 Nei venti anni che seguirono, il Sultanato almoravide, cominciando dalle province africane, cadde nelle mani degli Almohadi. Nel 1139 Ali ibn Yusuf fu sconfitto da Alfonso Henriques, conte del Portogallo, nella battaglia di Ourique.
Alī b. Yūsuf morì nel 1143 (537 E.). Gli succedette il figlio Tāshfīn ibn ʿAlī.